# Siège de Baler

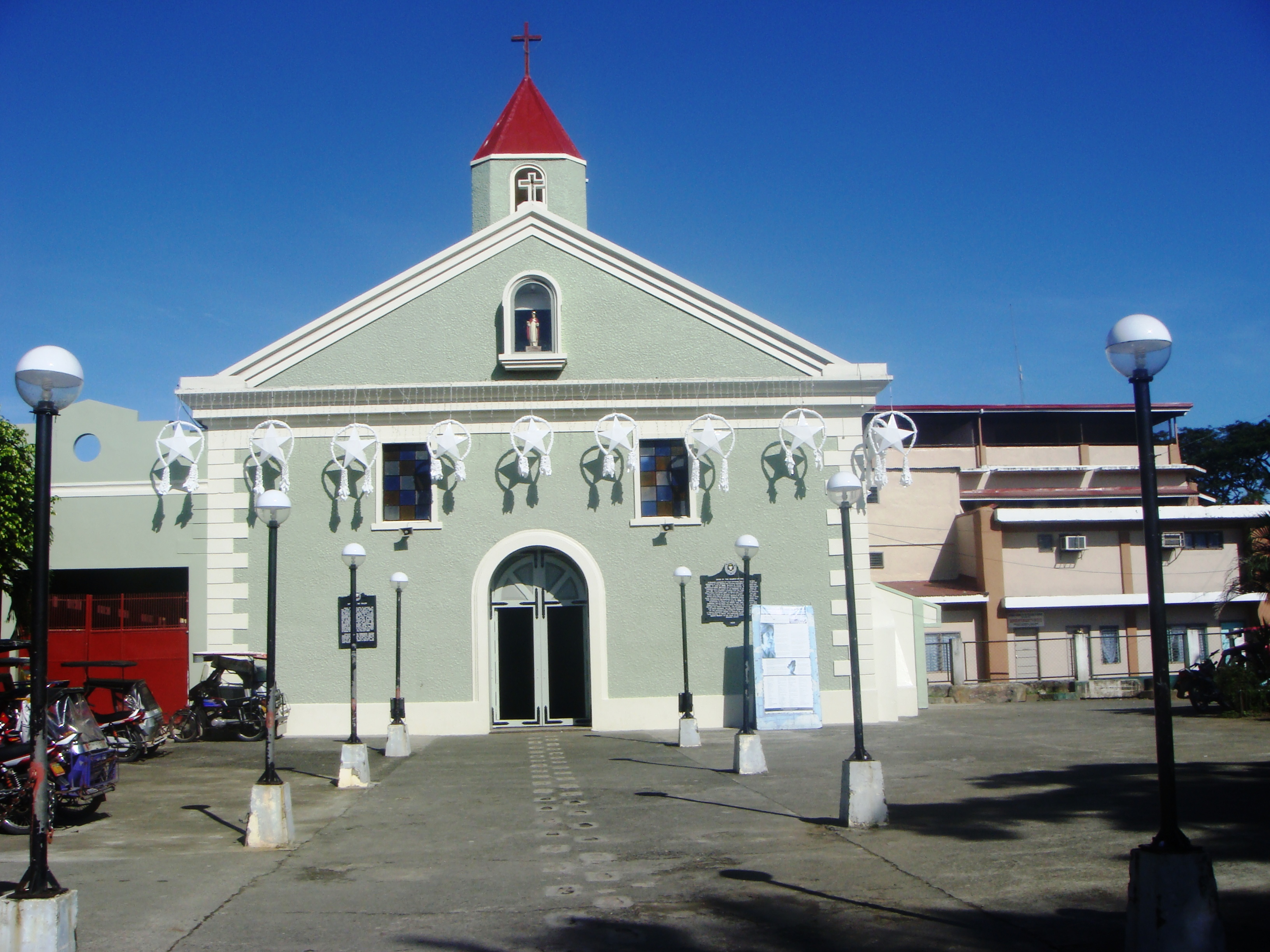
Église de Baler (San Luis Obispo de Tolosa).

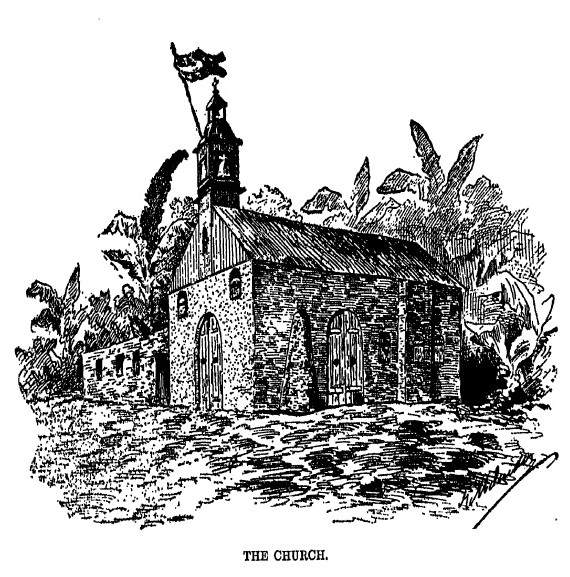
L'église durant le siège.

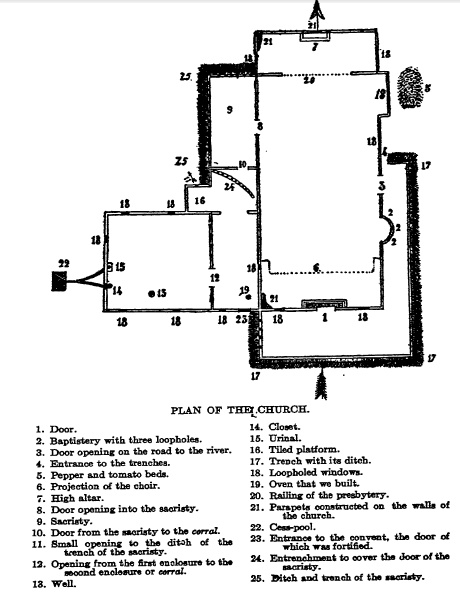
Carte de l'église pendant le siège.

Le siège de Baler (philippin : Pagkubkob sa Baler, espagnol : Sitio de Baler) (1er juillet 1898 - 2 juin 1899) est un événement de la révolution philippine, de la guerre hispano-américaine et de la guerre philippino-américaine. Les révolutionnaires philippins assiégèrent une église fortifiée occupée par des troupes coloniales espagnoles dans la ville de Baler, aux Philippines, pendant onze mois, ou 337 jours,.
La guerre prit fin en décembre 1898 avec la capitulation de l'Espagne et la cession des Philippines aux États-Unis. Cependant, coupées de toute communication avec leurs propres gouvernements et les autres forces militaires, les soldats espagnols installés à Baler poursuivirent leur défense contre les Philippins jusqu'en 1899.

## Contexte
Baler est située sur la côte est de Luçon. La révolution philippine contre le pouvoir colonial espagnol débute en 1896. La garnison espagnole de Baler, en septembre 1897, compte cinquante "Cazadores" sous les ordres du lieutenant José Mota ; elle doit empêcher Emilio Aguinaldo de recevoir des armes passées en contrebande. Les forces de Mota sont attaquées dans la nuit du 4 octobre par les hommes de Novicio, qui tuent le lieutenant Mota et six autres Espagnols, blessant plusieurs soldats et capturant 30 fusils Mauser. La phase initiale de la révolution philippine s'achève par une trêve en 1897.
En 1898, avec la reprise de la révolution philippine, Baler n'est encore accessible que par bateau ou en parcourant à pied des sentiers de jungle quasiment impraticables à travers les montagnes de la Sierra Madre, souvent inondés par des pluies torrentielles. Au cours de cette phase de la révolution, les Philippines sont impliquées dans la guerre hispano-américaine et les rebelles philippins, alliés aux forces américaines. Cette alliance prendra fin avec le déclenchement de la guerre américano-philippine en 1899.
Baler est alors la garnison d'un détachement de cinquante hommes du 2e bataillon expéditionnaire de "cazadores" des Philippines, placé sous les ordres du capitaine Enrique de las Morenas y Fossí, en tant que gouverneur politico-militaire du district de Principe. Le 1er juin 1898, Morenas commença à creuser un puits, stocker des vivres et des munitions et fortifier le complexe de l'église San Luís de Tolosa contre une éventuelle attaque. L'église est le seul bâtiment en pierre de la zone.

## Siège
Le 26 juin, les Espagnols remarquent que les habitants de la ville la quittent. Dans la nuit du 30, 800 soldats philippins dirigés par Teodorico Luna (un parent du peintre Juan Luna) les attaquent, et la garnison se replie dans l'église. Le prêtre de la ville, Candido Gómez Carreño, se barricada dans l'église avec eux.
Au cours des premiers jours du siège, les Philippins tentent à plusieurs reprises de convaincre les Espagnols de se rendre, en leur faisant parvenir des lettres, tout en entourant l'église de tranchées. Le 8 juillet, le commandant philippin, alors Cirilo Gómez Ortiz, offre une suspension des hostilités jusqu'à la tombée de la nuit, qui est acceptée. Le 18 juillet, Calixto Villacorta prend le commandement des rebelles. Il envoya une nouvelle lettre d'avertissement, elle aussi rejetée.
Les Espagnols sont confinés dans un espace réduit, chaud et humide. Au fur et à mesure que le siège progresse, leurs réserves de nourriture commencent à baisser. Les tirs de fusils ennemis font des victimes, mais les maladies, comme le béribéri, la dysenterie et la fièvre, en font davantage. Le premier Espagnol à mourir est Gómez Carreño. En septembre, le lieutenant Alonso, puis en novembre le capitaine Las Morenas succombent au béribéri. Le commandement revient au lieutenant Saturnino Martín Cerezo à la mort de Las Morenas,.
Plus d’une fois, les Espagnols tentent de brûler les maisons voisines pour priver les Philippins du couvert dont ils ont besoin. Les Philippins essayent de les enfumer en allumant des feux près du mur de l'église, mais ces tentatives sont repoussées, et le bois récupéré.
Au début du siège, les Espagnols ont des réserves de farine, riz, haricots, pois chiches, bacon, conserves de bœuf australien, sardines, vin, sucre et café - mais pas de sel. pour compléter leurs provisions, ils parviennent à récolter des citrouilles et leurs feuilles, des oranges, des pousses de plantain, diverses herbes et plantent un jardin de poivrons, de tomates et de citrouilles.
À la mi-novembre, n'ayant pas réussi à déloger les Espagnols, Villacorta, sous un drapeau de trêve, laisse sur les marches de l'église des journaux annonçant le départ prévu de l'Espagne et la fin du conflit hispano-américain. Martín prend cela pour une ruse et refuse de se rendre. Villacorta fait aussi venir des civils espagnols et un officier en uniforme resté dans le pays pour y solder les affaires de l'Espagne, en vain.
Le 22 novembre 1898, 145 jours se sont écoulés depuis le début du siège, et quatorze soldats espagnols sont morts de maladie. Sur les trente-huit [trente-six ?] soldats restants, seuls vingt-trois sont opérationnels, les autres étant malades. Les Philippins subissent également des pertes, principalement à cause des tirs de fusils Mauser que les Espagnols leur font subir depuis leur position fortifiée. Gómez Ortiz était l'un d'entre eux.
Le Nouvel An voit arriver d'autres émissaires espagnols à Baler, mais Martín Cerezo les récuse encore. À la fin du mois de février, les Espagnols tuent trois buffles d'eau, mangeant la viande avant qu'elle ne soit gâtée et utilisent le cuir pour des chaussures.
En avril, les Américains interviennent : le commandant Charles S. Sperry, commandant l'USS Yorktown (PG-1) (en), tente de sauver les Espagnols. Les Philippines sont entrées en guerre contre les États-Unis depuis février. Lors d'une mission de reconnaissance, cinq Américains sont tués, tandis que le lieutenant Gilmore et neuf autres sont faits prisonniers par les Philippins, jusqu'à leur exfiltration en décembre.
Leurs réserves de nourriture s'épuisent et, le 24 avril, les Espagnols commencent à se nourrir de chiens, de chats, de reptiles, d'escargots et de corneilles,.
Le 8 mai, des obus d'artillerie philippins touchent une cellule improvisée où sont retenus trois Espagnols qui avaient tenté de déserter auparavant. L'un d'entre eux, Alcaide Bayona, sort et rejoint les Philippins. C'est un coup dur pour les Espagnols, car le déserteur livre d'importantes informations sur leur situation désespérée et peut indiquer où diriger efficacement les tirs d'obus.
Le 28 mai 1899, une autre tentative est faite pour amener Martín Cerezo à se rendre : une fois de plus, un officier espagnol, le lieutenant-colonel Cristóbal Aguilar y Castaneda, arrive avec un drapeau blanc mais est refoulé:109. Il avait apporté des journaux espagnols récents, que Cerezo qualifie initialement de faux, jusqu'à ce qu'il découvre un article concernant l'affectation d'un ami proche, un projet qu'il connaissait. Il admet alors que les journaux sont authentiques et que l'Espagne a effectivement perdu la guerre:110–111 et, le 2 juin 1899, Martín se rend aux Philippins:111.
Le général Emilio Aguinaldo, président de la Première République des Philippines, décrète qu'ils devaient être considérés « non comme des prisonniers de guerre, mais comme des amis ». Il déclare en outre qu'« ils ont réalisé une épopée aussi glorieuse que la légende des fils du Cid et de Pelayo ».
Trois mois plus tard, le 1er septembre, les survivants, dont Martín Cerezo, arrivent à Barcelone où ils sont reçus et honorés comme des héros,. Martín Cerezo publie par la suite un mémoire intitulé «El Sitio de Baler», dans lequel il tente d'expliquer ses raisons pour ne pas se rendre :
« Ce serait un peu difficile pour moi de l'expliquer, je crois que c'était principalement par méfiance et obstination. Puis aussi à cause d'une sorte d'auto-suggestion selon laquelle nous ne devrions céder pour aucune raison, à cause de l'enthousiasme national, sans doute sous l'influence de la séduisante illusion de la gloire, de la souffrance, de la valeur du sacrifice et de l'héroïsme auxquels, par la reddition, nous mettrions un terme indigne. »

## Conséquences

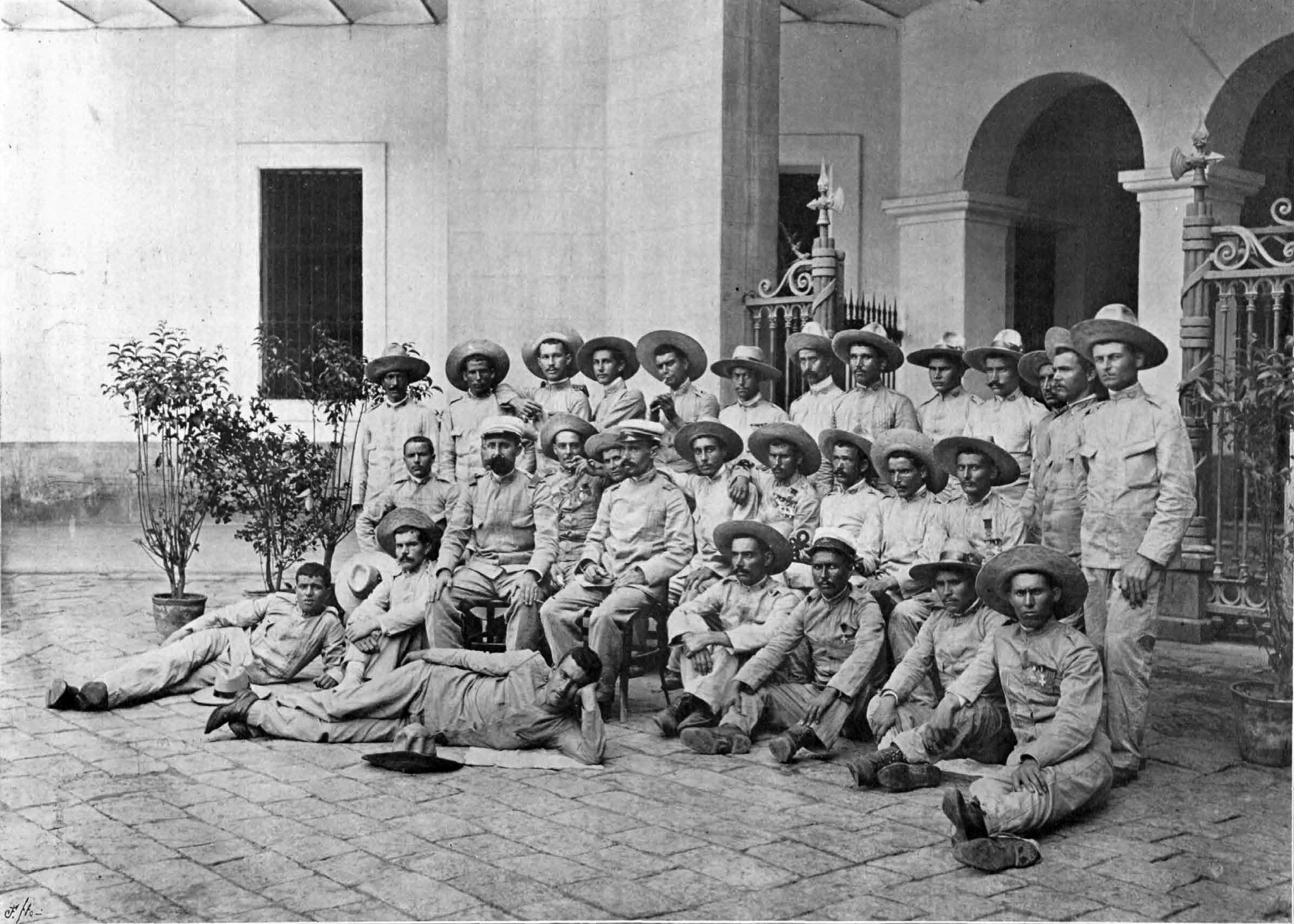
Les survivants de Baler à leur arrivée à Barcelone.

Les deux prêtres franciscains Félix Minaya et Juan López, ainsi que le matelot du Yorktown George Arthur Venville, sont retenus prisonniers par Novicio jusqu'à ce que les Américains les secourent le 3 juin 1900, après que Baler soit tombée. Mais Venville est tué par des Ilongots, avant l'arrivée des américains. En outre, Novicio sera jugé pour avoir ordonné d'enterrer vivant le marin du Yorktown Ora B. McDonald après l'embuscade. Reconnu coupable, il est condamné à une peine de travaux forcés à perpétuité dans la prison Bilibid.
Las Morenas est promu major à titre posthume et reçoit l'ordre royal et militaire de Saint-Ferdinand, la plus haute médaille militaire d’Espagne. Sa veuve reçoit une pension de 5 000 pesetas ou pesos. Martin-Cerezo est promu major avec une pension annuelle de 1 000 pesetas. Il est également décoré de la Croix royale ainsi que de l'ordre de Saint-Ferdinand, il sera ensuite promu major général. Il mourra en 1948. Le lieutenant Zayas reçoit une promotion à titre posthume. Les hommes enrôlés reçoivent la Croix d'argent du mérite militaire et une pension mensuelle de 60 pesetas chacun.
Sur les cinquante hommes qui se sont barricadés dans l'église, environ trente survivent au siège de onze mois. Quatorze hommes sont morts de maladie, et deux seulement de leurs blessures. Il y eut quatre déserteurs. Deux hommes furent emprisonnés pour avoir aidé à la désertion d'Alcaide, et exécutés sur ordre de Martin Cerezo le 1er juin 1899, la veille de la capitulation.
L'exploit des espagnols inspire tellement le général américain Frederick Funston qu'il fait traduire le mémoire de Martin-Cerezo et en remet une copie à chacun de ses officiers. Ce récit est publié sous le titre Sous le Rouge et Or : notes et souvenirs du siège de Baler.
Les assiégés de Baler ont été appelés « Les Derniers des Philippines » ( espagnol : Los últimos de Filipinas ; philippin : Ang Pínakahulí Mulà sa Pilipinas ). Un siècle après leur retour, le gouvernement espagnol moderne leur rendra hommage. 

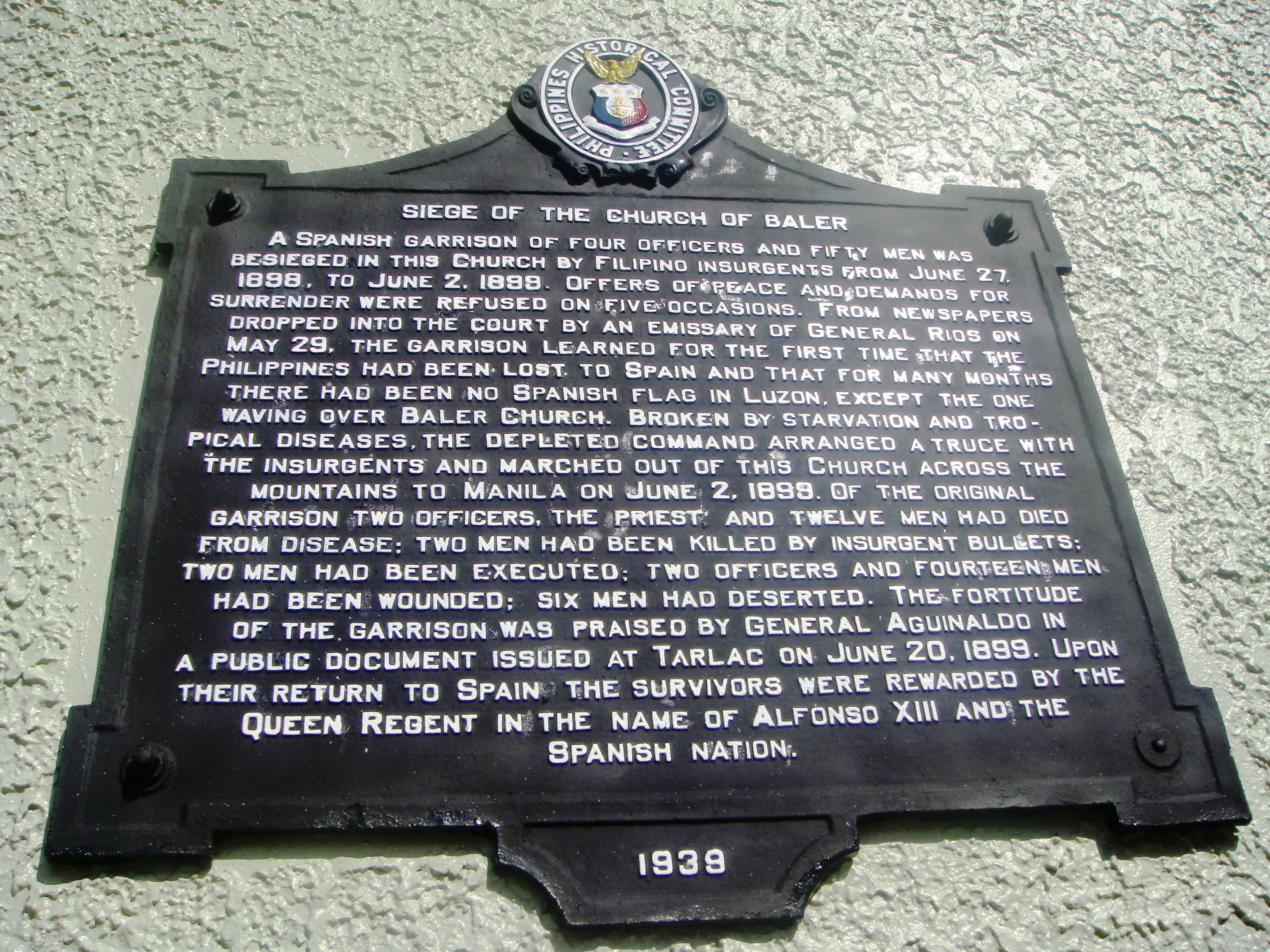
1939 «Le siège de l'église de Baler», stèle commémorative de l'église de Baler

## Dans la culture
Le siège de Baler est relaté dans plusieurs films de conéma ou de télévision :
- Le film espagnol Los últimos de Filipinas (1945)[6] ;
- Le film philippin Baler (2008)[7] ;
- Le film espagnol 1898, Los últimos de Filipinas (2016) ;
- Le siège fait également l'objet d'un épisode en deux parties, « Tiempo de valientes », de la série télévisée espagnole Le Ministère du temps.